# Prasinocyma lindemannae
Prasinocyma lindemannae là một loài bướm đêm trong họ Geometridae.